# Olesya Rulin
Olesya Yurivna Rulina (ruso: Олеся Рулин, Olessia Rouline; Moscú, 17 de marzo de 1986) conocida como Olesya Rulin es una actriz, modelo y pianista rusoestadounidense. Su trabajo más conocido ha sido como Kelsi Nielsen en la serie de películas de Disney Channel High School Musical.

## Primeros años
Rulin se crio en un pueblo a cuatro horas de Moscú y a los siete años se trasladó a Salt Lake City, Utah, Estados Unidos. Allí estudió ballet e interpretación y a los doce años fue descubierta por "Model Search for America". Ganó el concurso y eso le permitió contratar un agente y empezar a trabajar como actriz.

## Carrera
Además de actuar en las películas de High School Musical apareció en las películas Private Valentine: Blonde & Dangerous, Family Weekend, entre otras.

## Vida personal
Es pescetariana (es semivegetariana ya que consume pescado). Puede hablar, leer y escribir ruso con fluidez. En 2021 se casó con Joseph Noel Pauline. En marzo de 2022, Rulin anunció su primer embarazo. El 9 de agosto de 2022 nació su hija Ondine Michelle.

## Filmografía
| Año  | Trabajo                               |
| ---- | ------------------------------------- |
| 2015 | Powers                                |
| 2013 | Family Weekend                        |
| 2011 | Apart                                 |
| 2010 | Expecting Mary                        |
| 2009 | Greek                                 |
| 2008 | Private Valentine: Blonde & Dangerous |
| 2008 | Witchcraft                            |
| 2008 | High School Musical 3: Senior Year    |
| 2007 | High School Musical 2                 |
| 2007 | American Pastime                      |
| 2007 | Forever Strong                        |
| 2007 | The Dance                             |
| 2006 | Vampire Chicks with Chainsaws         |
| 2006 | High School Musical                   |
| 2005 | Mobsters and Mormons                  |
| 2005 | Urban Legends: Bloody Mary            |
| 2004 | Halloweentown High                    |
| 2004 | Everwood                              |
| 2002 | Touched by an Angel                   |
| 2001 | Hounded                               |
| 2001 | The Poof Point                        |